# Baccharis darwinii
Baccharis darwinii là một loài thực vật có hoa trong họ Cúc. Loài này được Hook. & Arn. mô tả khoa học đầu tiên năm 1841.